# Dan Maes
Daniel B. „Dan“ Maes (* 12. Januar 1961 in Evergreen, Colorado) ist ein US-amerikanischer Politiker.
Maes war der Kandidat der Republikanischen Partei bei den Gouverneurswahlen in den Vereinigten Staaten 2010 für den Posten des Gouverneurs von Colorado. Er gewann als politischer Quereinsteiger die Vorwahlen am 10. August mit 50,6 % zu 49,3 % gegen das langjährige Kongressmitglied Scott McInnis. Die Wahl selbst beendete er mit 11 Prozent der Stimmen an Dritter Stelle hinter dem Zweitplatzierten Tom Tancredo (37 %) und dem Sieger John Hickenlooper (Demokraten, 51 %).